# Aninoasa (Gorj)
Aninoasa é uma comuna romena localizada no distrito de Gorj, na região de Oltênia. A comuna possui uma área de 92.46 km² e sua população era de 4088 habitantes segundo o censo de 2007.